# Mehmānlū
Mehmānlū (persiska: مهمانلو) är en ort i Iran.   Den ligger i provinsen Östazarbaijan, i den nordvästra delen av landet, 400 km väster om huvudstaden Teheran. Mehmānlū ligger 2 201 meter över havet och antalet invånare är 249.
Terrängen runt Mehmānlū är kuperad åt sydväst, men åt nordost är den platt.Runt Mehmānlū är det ganska glesbefolkat, med 22 invånare per kvadratkilometer. Närmaste större samhälle är Īmeshjeh, 15,3 km norr om Mehmānlū. Trakten runt Mehmānlū består i huvudsak av gräsmarker.